# Peoria (Arizona)
Peoria es una ciudad ubicada en los condados de Maricopa y Yavapai en el estado estadounidense de Arizona. En el censo de 2010 tenía una población de 154 065 habitantes y una densidad poblacional de 334,24 personas por km².

## Geografía
Peoria se encuentra ubicada en las coordenadas 33°47′16″N 112°18′40″O / 33.78778, -112.31111. Según la Oficina del Censo de los Estados Unidos, Peoria tiene una superficie total de 460,94 km², de la cual 451,7 km² corresponden a tierra firme y (2%) 9,24 km² es agua.

## Demografía
Según el censo de 2010, había 154.065 personas residiendo en Peoria. La densidad de población era de 334,24 hab./km². De los 154.065 habitantes, Peoria estaba compuesto por el 82,16% blancos, el 3,36% eran afroamericanos, el 0,95% eran amerindios, el 3,23% eran asiáticos, el 0,14% eran isleños del Pacífico, el 7,04% eran de otras razas y el 3,11% pertenecían a dos o más razas. Del total de la población el 18,58% eran hispanos o latinos de cualquier raza.

## Educación
El Distrito Escolar Unificado de Peoria gestiona escuelas públicas en la mayor parte de Peoria.